# Opština Sremska Mitrovica
Die Opština Sremska Mitrovica (serbisch-kyrillisch Општина Сремска Митровица) ist eine Gemeinde im serbischen Bezirk Srem. Der Hauptort der Gemeinde ist die gleichnamige Stadt Sremska Mitrovica.
Der größte Teil der Gemeinde liegt am linken Ufer der Save, nur 6 Ortschaften befinden sich südlich des Flusses.

## Stadtbezirk
Neben der Stadt umfasst die Gemeinde Sremska Mitrovica noch 25 weitere Orte im Umland. Die Gesamteinwohnerzahl beträgt etwa 85.000 (2002). Folgende Ortschaften gehören zur Gemeinde:
- Bešenovački Prnjavor
- Bešenovo
- Bosut
- Čalma
- Divoš
- Gornja Zasavica
- Grgurevci mit Kirche Hl. Erzengel Gabriel
- Jarak
- Kuzmin (Sremska Mitrovica)
- Laćarak
- Ležimir
- Manđelos
- Martinci
- Mačvanska Mitrovica
- Noćaj
- Ravnje
- Radenković (Sremska Mitrovica)
- Salaš Noćajski
- Sremska Mitrovica
- Sremska Rača
- Stara Bingula
- Šašinci mit Hl. Geist-Kirche
- Šišatovac
- Šuljam (mit Kirche)
- Veliki Radinci
- Zasavica

## Bevölkerung

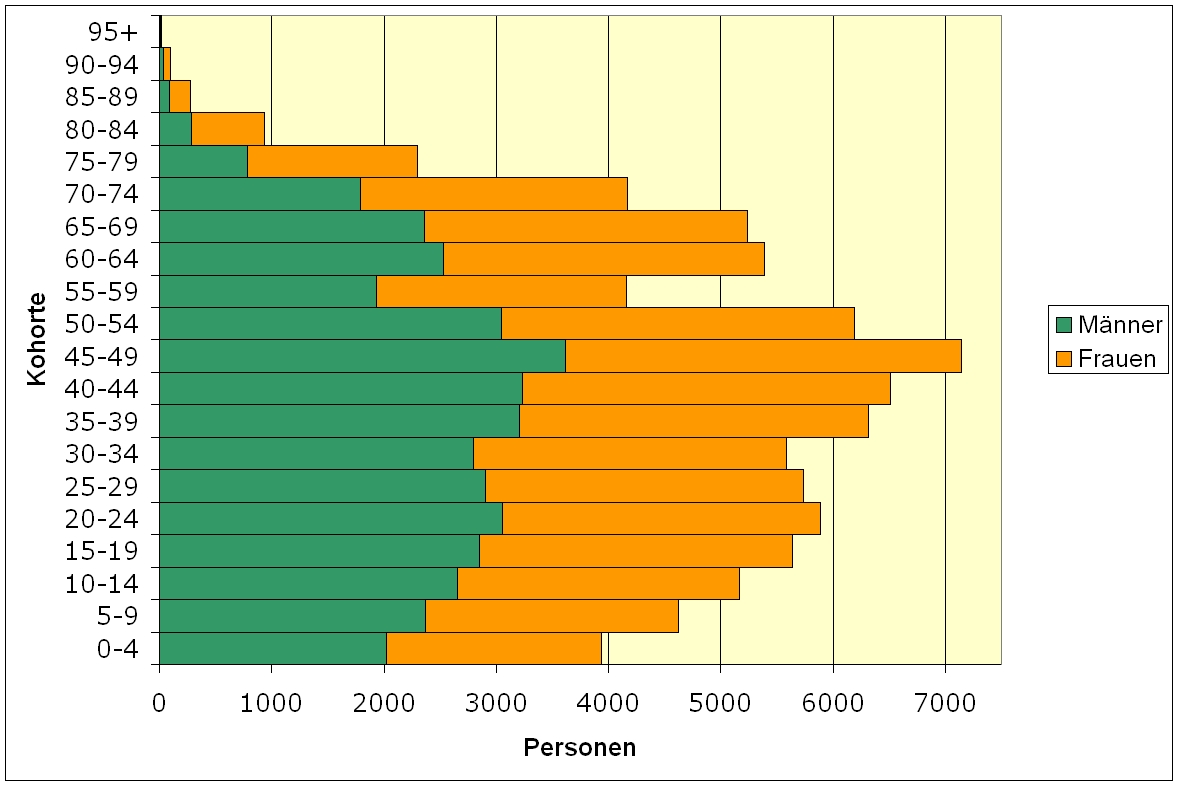
Altersverteilung in der Gemeinde Sremska Mitrovica

Die ethnische Affiliation der Bevölkerung der Gemeinde Sremska Mitrovica setzt laut serbischen Zensus sich wie folgt zusammen:
- Serben: 87,3 %
- Kroaten: 3,0 %
- Jugoslawen: 1,4 %
- Ungarn: 0,9 %
- Russinen: 0,8 %
- Roma: 0,7 %
- Ukrainer: 0,7 %
- andere oder keine Angaben: 5,2 %